# Obligación de crédito de dinero
Operación u obligación de crédito de dinero, es aquella obligación jurídica por la cual una de las partes entrega o se obliga a entregar una cantidad de dinero, y la otra a pagarlo en un momento distinto de aquel en que se celebró la convención. Es un tipo de obligación de dinero, y por lo tanto, de género.
A los elementos del mutuo se le agrega el depósito, y consiste en que quien recibe el dinero entrega a cambio un título de valor superlativo de dinero. Se asemeja al pagaré a la vista o a un plazo determinado, se puede descontar porque ese documento corresponde a dinero.
En Chile, la ley además agrega el descuento, que también constituye una operación de dinero.[cita requerida]

## Elementos
Los tres elementos de una operación de crédito de dinero son:
1. Entrega de una cantidad de dinero o de un documento representativo de dinero.
2. Que la persona que recibió el dinero, restituya dinero.
3. Que dicha restitución o pago sea en un momento distinto al de la entrega (requisito esencial).